# Thelepides malayensis
Thelepides malayensis är en ringmaskart som beskrevs av Maurice Caullery 1944. Thelepides malayensis ingår i släktet Thelepides och familjen Terebellidae. Inga underarter finns listade i Catalogue of Life.